# Hans Ahldén
Carl Hans Magnus Ahldén, född 3 augusti 1933 i Nyköpings västra församling i Södermanlands län, död 31 maj 2025 i Nyköpings Sankt Nicolai distrikt i Södermanlands län, var en svensk militär.

## Biografi
Hans Ahldén avlade officersexamen vid Krigsskolan 1955 och utnämndes samma år till fänrik vid Roslagens luftvärnsregemente, där han befordrades till löjtnant 1958 och till kapten 1964. Han gick Luftvärnsofficersskolan vid Artilleri- och ingenjörofficersskolan 1959–1960, var lärare vid Luftvärnsskjutskolan 1966–1969 och var detaljchef vid Försvarsstaben 1969–1972. Han befordrades 1972 till major och tjänstgjorde vid Roslagens luftvärnsregemente 1972–1973, varpå han befordrades till överstelöjtnant 1973 och var förste lärare vid Luftvärnsskjutskolan 1973–1974 samt lärare vid Militärhögskolan 1974–1980. Åren 1980–1981 tjänstgjorde han vid Försvarsstaben. År 1981 utnämndes han till överstelöjtnant med särskild tjänsteställning, varefter han var chef för Gotlands luftvärnsbataljon 1981–1989. Han befordrades 1989 till överste och var chef för Göta luftvärnsregemente 1989–1992. Åren 1992–1993 tjänstgjorde han vid Arméstaben.

## Utmärkelser
- Riddare av första klassen av Svärdsorden, 1973.[6]